# Stecowa (gmina)
Stecowa – dawna gmina wiejska w powiecie śniatyńskim województwa stanisławowskiego II Rzeczypospolitej. Siedzibą gminy była Stecowa.
Gminę utworzono 1 sierpnia 1934 r. w ramach reformy na podstawie ustawy scaleniowej z dotychczasowych gmin wiejskich: Podwysoka, Potoczek, Rusów i Stecowa.
Po II wojnie światowej obszar gminy znalazł się w ZSRR.